# Adrián Balboa
Adrián Martin Balboa Camacho (Montevideo, Uruguay 19 de enero de 1994) es un futbolista uruguayo. Juega como delantero centro en Racing Club de la Liga Profesional Argentina.

## Trayectoria
Comenzó a jugar al baby fútbol con 4 años en Exploradores Artigas, club infantil de su barrio natal Buceo, también fue parte de las selecciones de su liga barrial. Se incorporó al Club Atlético Peñarol para comenzar su formación como juvenil, estuvo en Séptima y Sexta División pero como no tenía tantos minutos de juego se probó en el Club Sportivo Cerrito, ya que su primo jugaba en ese equipo. Finalmente fue fichado por Cerrito y concluyó su formación juvenil.
El 24 de noviembre de 2012 debutó como profesional en el plantel absoluto de Cerrito, frente a Villa Teresa, ingresó al minuto 62 pero perdieron 1-0 en la fecha 7 del Campeonato Uruguayo de Segunda División 2012-13. Jugó su primer partido con 18 años y 310 días, en el Parque Maracaná ante 400 espectadores.
En la fecha 10 del campeonato, jugaron contra el clásico rival Rentistas, el partido se disputó el 15 de diciembre, fecha en la que Balboa anotó su primer gol oficial al minuto 88, fue el 2-1 definitivo y lograron los 3 puntos.
En su primera temporada como profesional, jugó 18 partidos por el campeonato, anotó 6 goles y Cerrito finalizó en sexta posición, clasificaron a un play-off por el ascenso. Balboa jugó tanto el partido de ida como el de vuelta contra Boston River, pero perdieron por un global de 5-3.
Para la temporada 2013-14, tuvo la oportunidad de jugar en Europa, por lo que viajó a Grecia cedido por un año al Panathinaikos, le fue asignada la camiseta número 22. Debutó con el club griego el 5 de diciembre de 2013, ingresó en los minutos finales para enfrentar a Iraklis Psachna en el partido de ida de octavos de final de la copa nacional y ganaron 3-0.
No tuvo muchas oportunidades con el plantel absoluto griego, fue convocado 4 veces en total, y disputó un partido únicamente. Se coronaron campeones de la Copa de Grecia mientras que en la Superliga de Grecia finalizaron en cuarta posición. Jugó principalmente en la reserva del club y no compraron su ficha, por lo que regresó a Uruguay.
Quedó libre de Cerrito y fue fichado por Danubio Fútbol Club de la Primera División de Uruguay para la temporada 2014-15.
El entrenador de la franja Leonardo Ramos no lo tuvo muy en cuenta para el comienzo del Torneo Apertura, por lo que jugó en Tercera División y se destacó con 3 goles en 3 partidos. Debutó en la máxima categoría del fútbol uruguayo el 28 de septiembre de 2014 en el Parque Capurro, ingresó al minuto 75 para enfrentar a Fénix, utilizó la camiseta número 16 y empataron sin goles. Jugó 4 partidos en el Apertura, todos como suplente.
En el Torneo Clausura, no tuvo minutos en las primeras 8 fechas. El 19 de abril de 2015, volvió a jugar, ingresó al minuto 61, y convirtió un gol, lo que significó el 1-0 contra Cerro. Convenció al entrenador y lo colocó como titular desde la fecha 10 hasta el final del torneo.
Fue inscrito para la Copa Sudamericana 2014 y la Copa Libertadores 2015 pero no tuvo oportunidades de jugar.
El jugador quedó libre de Danubio, y fue contratado para la temporada 2015-16 por Liverpool Fútbol Club, equipo recién ascendido a la máxima categoría del fútbol uruguayo.
En la fecha 5 del Torneo Apertura jugó su primer partido con los negriazules, debido a una lesión de Gonzalo Freitas disputó los 15 minutos finales contra El Tanque Sisley y ganaron 0-1.
El 25 de octubre de 2015, anotó su primer gol con Liverpool, fue contra Peñarol en el Estadio Belvedere, pero perdieron 1-3, con Diego Forlán como figura de los carboneros.
En el Torneo Apertura 2015 disputó 6 encuentros y convirtió 1 gol, por lo que para la segunda mitad de la temporada fue cedido. Se incorporó al Club Atlético Villa Teresa para jugar el Torneo Clausura 2016, en calidad de préstamo desde Liverpool.
Debutó con el villa el 7 de febrero de 2016, fue titular desde la fecha 1 del Clausura, instancia en la que se enfrentaron a Nacional en el Estadio Domingo Burgueño Miguel pero perdieron 0-3.
En la fecha 2 anotó su primer doblete, lo que permitió derrotar a Wanderers 2-3 en el Parque Viera. El 7 de mayo jugó por primera vez en el Estadio Centenario, se enfrentaron a Peñarol pero perdieron 0-3.
Balboa mostró un buen nivel en Villa Teresa, jugó los 15 partidos del Torneo Clausura 2016 como titular y anotó 6 goles, pero descendieron de categoría.
Regresó del préstamo a Liverpool pero se desvinculó del club y el 14 de julio de 2016, fue fichado por Sarmiento de Junín, club de la máxima categoría del fútbol argentino.
El 20 de julio estuvo presente en un partido de práctica contra Racing en el Cilindro de Avellaneda, pero perdieron 2-1. El 23 de julio, jugaron contra Deportivo Riestra y perdieron 3 a 0.
No fue convocado para el primer partido oficial de la temporada, por la Copa Argentina, se enfrentaron a Los Andes y perdieron 2-1.
Debutó en la Primera División de Argentina el 24 de septiembre de 2016, ingresó en el último minuto del encuentro contra Huracán y empataron sin goles. Su siguiente partido fue en La Bombonera, esta vez jugó los 90 minutos pero fueron derrotados 2-0 por Boca Juniors.
Finalizó la temporada 2016-17 con 19 partidos disputados con Sarmiento, en los cuales convirtió 4 goles, incluyendo un doblete a Belgrano, pero el club descendió de categoría.
Fichó por Patronato para jugar la temporada 2017-18 nuevamente en la máxima categoría del fútbol argentino. Debutó en su nuevo equipo en la fecha 1 de la Superliga contra San Martín de San Juan fue titular pero perdieron 2-0. En la tercera jornada convirtió su primer gol con el club, fue en el triunfo 1-3 ante Tigre.
Tuvo más regularidad ya que jugó en 24 oportunidades, de las cuales fue titular en 22, convirtió 5 goles y brindó 3 asistencias, el Patrón quedó en la posición 19 de 28 equipos.
El 16 de julio de 2018 se convirtió en nuevo refuerzo del Club Atlético Belgrano quien adquirió el 100% de los derechos federativos y el 50% de los derechos económicos. Jugó los 8 minutos finales del primer partido de la temporada pero empataron sin goles contra San Martín de San Juan. En la fecha 3 fue titular para enfrentar a Estudiantes, anotó su primer gol con los Piratas y ganaron 2-1 en el Gigante de Alberdi. Tuvo bastante continuidad con Belgrano en la primera mitad de la temporada 2018/2019 ya que disputó 12 partidos, fue titular en 6 pero aportó solo un gol.
El club cordobés vendió al jugador Tobías Figueroa y Balboa quedó involucrado en la operación, por lo que el 24 de enero de 2019 se oficializó su cesión al Club de Deportes Antofagasta de la Primera División de Chile. Compartió plantel con jugadores destacados como Gonzalo Fierro, Eduard Bello y Agustín Rossi.
Debutó en su nuevo equipo el 17 de febrero para jugar contra Audax Italiano, ingresó al minuto 82 pero eso no le impidió convertir el gol que cerró el triunfo de Antofagasta por 0-3. En la fecha 2 de campeonato jugó los 90 minutos, volvió a convertir un gol pero perdieron 1-2 ante Unión Española.
El 26 de febrero Rocky debutó a nivel internacional, fue en la primera ronda de la Copa Sudamericana 2019, fue suplente pero estuvo los últimos 17 minutos para enfrentar a Fluminense Football Club en el Maracaná y conseguir un empate sin goles, también fue el primer partido internacional en la historia del club chileno. Posteriormente en la vuelta, fue nuevamente suplente pero perdieron 1-2 en Chile, por lo que quedaron eliminados del certamen.
Tras 16 partidos con Antofagasta y 3 goles convertidos, el 4 de julio de 2019 rescindió el contrato de préstamo acordado para incorporarse al Club Alianza Lima de la Primera División de Perú también en calidad de préstamo, firmó con su nuevo club el 8 de julio y se le adjudicó la camiseta número 9.
Debutó en Alianza Lima el 14 de julio en la primera fecha del Torneo Clausura 2019, estuvo los 90 minutos en cancha contra Sport Boys y ganaron 1-2. En la fecha 2 volvió a ser titular y anotó su primer gol con el equipo peruano, se enfrentaron a Sporting Cristal y ganaron 2-1 en el Estadio Alejandro Villanueva.
El club tuvo un gran desempeño y se coronaron campeones del Torneo Clausura, Balboa aportó 5 goles y 2 asistencias en 14 partidos. Posteriormente en las finales perdieron por un global de 4-3 contra Binacional. Fue incluido en los 33 jugadores preseleccionados para formar el 11 ideal de la temporada pero finalmente no fue confirmado.
A mitad del Torneo Apertura 2020 debido a la Pandemia de COVID-19 se pausó la competición y regresó a Uruguay. Tras no llegar a un acuerdo de renovación, de desvinculó de Alianza Lima en junio.
El 17 de septiembre de 2020 se oficializó su fichaje al Real Racing Club de Santander en calidad de cesión hasta junio del siguiente año. Debutó en la Segunda División B de España el 25 de octubre en la fecha 2 de la competición, ingresó al minuto 59 para enfrentar a Bilbao Athletic, se enfrentó a jugadores como Oier Zarraga y Nico Williams, en la primera oportunidad que tuvo convirtió un gol y fue con el que ganaron 0-1.
Tras 12 partidos jugados y 1 gol con el conjunto cántabro se acordó una rescisión del contrato en enero de 2021, por lo que regresó a Belgrano.
Su primera aparición en su segunda etapa en el club cordobés fue ante Alvarado en la fecha 2 de la Primera B Nacional, entró desde el banco de suplentes y convirtió el gol que sentenció el partido 0-1. En la fecha siguiente volvió a ser suplente, tuvo minutos contra Estudiantes de Buenos Aires y nuevamente gracias a un gol suyo ganaron 1-0. Su primer partido como titular fue contra Atlanta en la fecha 5, marcó un gol pero les empataron en el último minuto del partido y finalizaron 2-2.
Rocky mostró un buen nivel en el Campeonato de Primera Nacional 2021, disputó 28 partidos, anotó 8 goles y brindó 5 asistencias pero Belgrano no logró el ascenso.
Extendió su contrato con Belgrano y el 19 de enero de 2022 fue cedido a Defensor Sporting para volver a jugar en la Primera División de Uruguay después de 6 años.
Debutó con Defensor en la fecha 1 del Torneo Apertura 2022, fue titular contra Liverpool pero fueron derrotados 0-3. En la fecha 2 volvió a ser titular, jugó en el Campeón del Siglo contra Peñarol y convirtió su primer gol con la viola, lo que significó el triunfo de su equipo 0-1.
El equipo tuvo un Apertura irregular, finalizaron en décima posición de dieciséis, contribuyó con 3 goles y 1 asistencia. En el Torneo Intermedio 2022 lograron más regularidad, tras los 7 partidos del grupo, ganaron 4, empataron 1 y perdieron 2, Adrián nuevamente anotó 3 goles y dio 1 asistencia. Para el Torneo Clausura mantuvo su cuota goleadora, con 4 anotaciones en 15 encuentros, Defensor mejoró y finalizó en sexta posición lo que le permitió finalizar la tabla anual en séptima posición y clasificar a la Copa Sudamericana 2023.
Se realizó por primera vez la Copa AUF Uruguay 2022 y Defensor Sporting fue protagonista, con 3 victorias seguidas ante Racing, River Plate y Liverpool llegaron a la semifinal contra Progreso. El 26 de octubre se jugó la ida en el Estadio Abraham Paladino, Balboa fue titular y con un pase de gol suyo, Matías Abaldo adelantó a los tuertos, pero al minuto 96 los gauchos empataron el partido. La vuelta de la semifinal fue el 4 de noviembre en el Estadio Luis Franzini, jugó como titular y tuvo una gran actuación, ya que convirtió 1 gol y brindó 2 asistencias a su compañero Andrés Ferrari, para llevarse el triunfo y la clasificación a la final por 3-1.
El partido decisivo por el título se jugó el 13 de noviembre en el Estadio Centenario contra La Luz Fútbol Club, nuevamente fue titular pero se lesionó antes de terminar el primer tiempo. En el minuto 89, tras un centro de Anderson Duarte lograron convertir el único gol del encuentro y con el marcador final de 1-0 Defensor Sporting se coronó campeón de la primera Copa Uruguay.
A mediados del 2023 se unió al Deportivo Pereira. El 19 de agosto de 2023, en liga colombiana marcó sus dos primeros goles en la victoria 3-0 contra Jaguares de Córdoba en la jornada 6 del Torneo Finalización 2023, fue elegido el jugador del partido. Le marcó otro doblete al Deportivo Pasto en la jornada 11, en la victoria del Pereira 2-1, con un gol suyo al minuto 94 consiguieron los 3 puntos.
Se le rescindió el contrato de manera anticipada el 6 de diciembre tras un mutuo acuerdo, su vínculo vencía a mediados de 2024. Defendió al Deportivo Pereira en 17 partidos y convirtió 5 goles.
El 23 de enero de 2024 se anunció su fichaje por el Club Atlético Unión.
El 13 de enero de 2025 fichó para Racing Club, quien obtuvo el 70% de su ficha.

## Estadísticas
Actualizado al último partido disputado el 19 de agosto de 2025.
| Club                               | Div.          | Temporada     | Liga  | Liga  | Liga   | Copas nacionales | Copas nacionales | Copas nacionales | Copas internacionales | Copas internacionales | Copas internacionales | Total | Total | Total  |
| Club                               | Div.          | Temporada     | Part. | Goles | Asist. | Part.            | Goles            | Asist.           | Part.                 | Goles                 | Asist.                | Part. | Goles | Asist. |
| ---------------------------------- | ------------- | ------------- | ----- | ----- | ------ | ---------------- | ---------------- | ---------------- | --------------------- | --------------------- | --------------------- | ----- | ----- | ------ |
| C. S. Cerrito · Uruguay            | 2.ª           | 2012-13       | 20    | 6     | 1      | -                | -                | -                | -                     | -                     | -                     | 20    | 6     | 1      |
| C. S. Cerrito · Uruguay            | Total club    | Total club    | 20    | 6     | 1      | 0                | 0                | 0                | 0                     | 0                     | 0                     | 20    | 6     | 1      |
| Panathinaikos F. C. · Grecia       | 1.ª           | 2013-14       | 0     | 0     | 0      | 1                | 0                | 0                | -                     | -                     | -                     | 1     | 0     | 0      |
| Panathinaikos F. C. · Grecia       | Total club    | Total club    | 0     | 0     | 0      | 1                | 0                | 0                | 0                     | 0                     | 0                     | 1     | 0     | 0      |
| Danubio F. C. · Uruguay            | 1.ª           | 2014/15       | 11    | 1     | 1      | -                | -                | -                | 0                     | 0                     | 0                     | 11    | 1     | 1      |
| Danubio F. C. · Uruguay            | Total club    | Total club    | 11    | 1     | 1      | 0                | 0                | 0                | 0                     | 0                     | 0                     | 11    | 1     | 1      |
| Liverpool F. C. · Uruguay          | 1.ª           | 2015-16       | 6     | 1     | 0      | -                | -                | -                | -                     | -                     | -                     | 6     | 1     | 0      |
| Liverpool F. C. · Uruguay          | Total club    | Total club    | 6     | 1     | 0      | 0                | 0                | 0                | 0                     | 0                     | 0                     | 6     | 1     | 0      |
| C. A. Villa Teresa · Uruguay       | 1.ª           | 2015-16       | 15    | 6     | 1      | -                | -                | -                | -                     | -                     | -                     | 15    | 6     | 1      |
| C. A. Villa Teresa · Uruguay       | Total club    | Total club    | 15    | 6     | 1      | 0                | 0                | 0                | 0                     | 0                     | 0                     | 15    | 6     | 1      |
| C. A. Sarmiento de Junín Argentina | 1.ª           | 2016-17       | 19    | 4     | 1      | -                | -                | -                | -                     | -                     | -                     | 19    | 4     | 1      |
| C. A. Sarmiento de Junín Argentina | Total club    | Total club    | 19    | 4     | 1      | 0                | 0                | 0                | 0                     | 0                     | 0                     | 19    | 4     | 1      |
| C. A. Patronato Argentina          | 1.ª           | 2017-18       | 24    | 5     | 3      | -                | -                | -                | -                     | -                     | -                     | 24    | 5     | 3      |
| C. A. Patronato Argentina          | Total club    | Total club    | 24    | 5     | 3      | 0                | 0                | 0                | 0                     | 0                     | 0                     | 24    | 5     | 3      |
| C. A. Belgrano Argentina           | 1.ª           | 2018-19       | 12    | 1     | 0      | -                | -                | -                | -                     | -                     | -                     | 12    | 1     | 0      |
| C. A. Belgrano Argentina           | 2.ª           | 2021          | 29    | 8     | 5      | -                | -                | -                | -                     | -                     | -                     | 29    | 8     | 5      |
| C. A. Belgrano Argentina           | Total club    | Total club    | 41    | 9     | 5      | 0                | 0                | 0                | 0                     | 0                     | 0                     | 41    | 9     | 5      |
| C. Deportes Antofagasta · Chile    | 1.ª           | 2019          | 13    | 3     | 1      | 1                | 0                | 0                | 2                     | 0                     | 0                     | 16    | 3     | 1      |
| C. Deportes Antofagasta · Chile    | Total club    | Total club    | 13    | 3     | 1      | 1                | 0                | 0                | 2                     | 0                     | 0                     | 16    | 3     | 1      |
| C. Alianza Lima · Perú             | 1.ª           | 2019          | 18    | 5     | 3      | -                | -                | -                | -                     | -                     | -                     | 18    | 5     | 3      |
| C. Alianza Lima · Perú             | 1.ª           | 2020          | 6     | 0     | 1      | -                | -                | -                | 2                     | 0                     | 0                     | 8     | 0     | 1      |
| C. Alianza Lima · Perú             | Total club    | Total club    | 24    | 5     | 4      | 0                | 0                | 0                | 2                     | 0                     | 0                     | 26    | 5     | 4      |
| R. Racing C. de Santander · España | 3.ª           | 2020-21       | 11    | 1     | 0      | 1                | 0                | 0                | -                     | -                     | -                     | 12    | 1     | 0      |
| R. Racing C. de Santander · España | Total club    | Total club    | 11    | 1     | 0      | 1                | 0                | 0                | 0                     | 0                     | 0                     | 12    | 1     | 0      |
| Defenspor Sporting C. · Uruguay    | 1.ª           | 2022          | 34    | 10    | 2      | 4                | 1                | 3                | -                     | -                     | -                     | 38    | 11    | 5      |
| Defenspor Sporting C. · Uruguay    | 1.ª           | 2023          | 20    | 8     | 3      | -                | -                | -                | 1                     | 0                     | 0                     | 21    | 8     | 3      |
| Defenspor Sporting C. · Uruguay    | Total club    | Total club    | 54    | 18    | 5      | 4                | 1                | 3                | 1                     | 0                     | 0                     | 59    | 19    | 8      |
| Deportivo Pereira F. C. · Colombia | 1.ª           | 2023          | 12    | 4     | 1      | 3                | 1                | 0                | 2                     | 0                     | 0                     | 17    | 5     | 1      |
| Deportivo Pereira F. C. · Colombia | Total club    | Total club    | 12    | 4     | 1      | 3                | 1                | 0                | 2                     | 0                     | 0                     | 17    | 5     | 1      |
| C. A. Unión Argentina              | 1.ª           | 2024          | 26    | 5     | 2      | 14               | 3                | 1                | -                     | -                     | -                     | 40    | 8     | 3      |
| C. A. Unión Argentina              | Total club    | Total club    | 26    | 5     | 2      | 14               | 3                | 1                | 0                     | 0                     | 0                     | 40    | 8     | 3      |
| Racing Club Argentina              | 1.ª           | 2025          | 17    | 4     | 0      | 3                | 1                | 1                | 6                     | 1                     | 0                     | 26    | 6     | 1      |
| Racing Club Argentina              | Total club    | Total club    | 17    | 4     | 0      | 3                | 1                | 1                | 6                     | 1                     | 0                     | 26    | 6     | 1      |
| Total carrera                      | Total carrera | Total carrera | 293   | 72    | 25     | 27               | 6                | 5                | 13                    | 1                     | 0                     | 333   | 79    | 30     |
| 1. 2.                              |               |               |       |       |        |                  |                  |                  |                       |                       |                       |       |       |        |

## Palmarés

### Títulos nacionales
| Título           | Club                 | País    | Año  |
| ---------------- | -------------------- | ------- | ---- |
| Copa de Grecia   | Panathinaikos F. C.  | Grecia  | 2014 |
| Torneo Clausura  | C. Alianza Lima      | Perú    | 2019 |
| Copa AUF Uruguay | Defensor Sporting C. | Uruguay | 2022 |

### Títulos internacionales
| Título              | Club        | Sede           | Año  |
| ------------------- | ----------- | -------------- | ---- |
| Recopa Sudamericana | Racing Club | Río de Janeiro | 2025 |

### Distinciones individuales
| Distinción                                    | Año  |
| --------------------------------------------- | ---- |
| Premios AUF - Equipo ideal del año (nominado) | 2022 |